# Yasser al-Jaziri
Pour les articles homonymes, voir Jaziri.
Yasser al-Jaziri est un terroriste islamiste, capturé à Lahore (Pakistan), le 15 mars 2003 avec un autre Pakistanais et trois Afghans,,,, membre d'Al-Qaïda.

## Capture
Sa capture aurait été permise grâce aux informations obtenues de Khalid Cheikh Mohammed, qui avait été capturé quelques semaines auparavant. Il est considéré par les services de sécurité américains comme le numéro sept d'Al-Qaïda. 
Les premières dépêches indiquaient que des agents du FBI avaient participé à sa capture, mais le ministre de l'Information pakistanais démentit cette version. Selon lui, la capture n'a été réalisée qu'avec des officiels locaux.

## Rôle au sein d'Al-Qaïda
Selon MSNBC, Yasser al-Jaziri serait membre de l'entourage Khalid Sheikh Mohammed, numéro trois d'Al-Qaïda. Selon la chaîne, il est algérien ou marocain. Il aurait un rôle de sécurité ou financier au sein d'Al-Qaïda.
Le Sunday Mirror le décrit comme « le financier d'Oussama » (« Osama's moneyman ») et un génie de l'informatique (« computer whiz »), capturé avec deux ordinateurs portables.

## Guantánamo
Le Summary of Evidence memo (en) préparé pour le procès (en) d'Ali Abdullah Ahmed, détenu à Guantánamo, le 1er novembre 2004, et le Summary of Evidence memo (en) préparé pour son premier Administrative Review Board (en) annuel le 26 mai 2005 indiquent , : « l'animateur d'Al-Quaida Yasser al-Jaziri a identifié le détenu. » (« Senior Al Qaida facilitator Abu Yasir Al Jaza'iri identified the detainee. »)
Le mémorandum préparé pour son second Administrative Review, le 8 mars 2006, liste les facteurs suivant en faveur de la libération ou du transfert d'Ali Abdullah Ahmed : « Le détenu a nié connaître Abu Yasir ou Abu Zabayda  [sic]. Le détenu a nié s'être jamais rendu à Kandahar, Afghanistan. Le détenu a déclaré qu'il s'est rendu au Pakistan pour étudier le Coran et qu'il n'a jamais été impliqué avec les talibans ou Al-Qaïda. Le détenu a dit qu'il était innocent. Le détenu a nié avoir jamais  résidé dans la maison d'Abu Suhaib. »
Ali Abdullah Ahmed est l'un des trois détenus de Guantánamo ayant tenté de se suicider le 10 juin 2006.